# (E)-stilben
(E)-stilbenul sau trans-stilbenul este o hidrocarbură formată dintr-o catenă de trans-etenă substituită la fiecare capăt cu două grupări fenil. Denumirea de stilben derivă din cuvântul grecesc stilbos, care înseamnă „strălucitor”.

## Proprietăți

### Proprietăți fizice și izomerie
Trans-stilbenul este unul dintre cei doi izomeri ai difeniletenei, celălalt fiind (Z)-stilbenul, sau cis-stilbenul. (Z)-stilbenul are un punct de topire de 5–6 °C, în timp ce (E)-stilbenul se topește la aproximativ 124 °C.  Și celelalte proprietăți fizice ale celor doi compuși ne arată cât de diferiți sunt aceștia. 
Tabelul 1. Presiunea vaporilor
| Izomer        | Temperatura (°C) | Presiunea vaporilor (kPa) |
| ------------- | ---------------- | ------------------------- |
| cis-stilben   | 100              | 0,199                     |
| cis-stilben   | 125              | 0,765                     |
| cis-stilben   | 150              | 2,51                      |
| trans-stilben | 150              | 0,784                     |

## Obținere
Trans--stilbenul se obține prin reducerea benzoinei cu zinc amalgamat.